# Dachau
Dachau je bavarsko mesto,  20 km oddaljeno od Münchna in ima 40.000 prebivalcev. Prve omembe mesta segajo v 8. stoletje, v zgodovinskem mestnem jedru pa se nahaja grad iz 18. stoletja. V kraju je delovala romantično navdahnjena slikarska šola. 

## Koncentracijsko taborišče Dachau
Dachau je najbolj poznan po koncentracijskem taborišču, ki je bilo prvi večji tovrstni objekt nacističnega režima. V to taborišče in njegove podružnice je bilo poslano več tisoč Slovencev; nekatere so prestavili v druga taborišča. Natančnega število žrtev (poslanih s sedanje avstrijske Koroške, iz Italije, Slovenije, Madžarske) niso popisali.    